# جان پرینگل
جان پرینگل (انگلیسی: John Pringle؛ ۱۰ آوریل ۱۷۰۷ – ۱۸ ژانویه ۱۷۸۲) یک پزشک اهل اسکاتلند بود.
به وی همچون آمبروز پاره، عنوان «پدر پزشکی نظامی» داده‌اند؛ وی همچنین برنده جوایزی همچون مدال کاپلی شده‌است.